# Lübow
Lübow es un municipio situado en el distrito de Mecklemburgo Noroccidental

## Ubicación
Está situado en el estado federado de Mecklemburgo-Pomerania Occidental (Alemania), a una altitud de 20 metros. 

## Población
Su población a finales de 2016 era de 1547 habs. y su densidad poblacional, 44 hab/km².